# Seznam andorskih šahovskih velemojstrov
Seznam andorskih  šahovskih velemojstrov.

## A
- Oscar de la Riva Aguado

## P
- Josep Oms Pallise
- Raül García Paolicchi